# Чутимон Чуенгчароенсукјинг
Чутимон Чуенгчароенсукјинг (тај. ชุติมณฑน์ จึงเจริญสุขยิ่ง, 2. фебруар 1996.), позната још и као Аокбаб (тај. ออกแบบ), је тајландска манекенка и глумица. Била је први тајландски модел за часопис Харперс Базар УК 2013. године и прва тајландска глумица да освоји награду за најбољу глумицу на 52. додели награда Интернационални Еми за њену улогу у филму „Hunger”.

## Биографија
Чутимон Чуенгчароенсукјинг је рођена 2. фебруара 1996. године у Бангкоку у тајландској породици кинеског порекла. Њен надимак, Аокбаб, има значење дизајн, по тајландској традицији њен отац, инжењер, јој га је дао након рођења. Као малој надимак јој се није свидео, али током времена га је прихавтила, коментаришући: Данас има доста чуднијих надимака од мојег. 
Дипломирала је на Факултету лепих и примењених уметности Универзитета Чулалонгкорн.

## Каријера
Почела је своју каријеру као модел са 15 година, а са 17 година је била је први тајландски модел на насловној страни за Харперс Базар УК октобра 2013. године за тему „Сенка царства жада”. У то време се такође појављивала у разним спотовима за многе тајландске бендове. 
Њен први глумачки пројекат је био 2016. године у краткометражном филму о дигиталном насиљу  „Тhank you for Sharing” режисера Навапол Тамронгратанрит. Њена прва велика улога била је 2017. године у филму „Bad Genius”. Филм је био велики хит на Тајланду и у другим деловима Азије, а за своју улогу у филму добила је много похвала и стекла велику популарност, поставши прва тајландска глумица да освоји награду Screen International Rising Star Asia на њујоршком Фестивалу азијског филма. Наставила је сарадњу са режисером Навапол Тамронгратанритом у још два филма: „Die Tomorrow” (2017) и „Happy Old Year” (2019). 
За своју улогу у нетфликсовом филму „Hunger” (2023) освојила је награду за најбољу глумицу на 52. додели награда Интернационални Еми.

## Филмографија

### Филмови
- Thank You For Sharing (2016) - краткометражни
- Bad Genius (2017)
- Die Tomorrow (2017)
- We Will Not Die Tonight (2018)
- Happy Old Year (2019)
- One for the road (2021)
- Faces of Anne (2022)
- Hunger (2023)
- E-Sarn Zombie (2023)

### Серије
- Love Books Love Series (2017)
- Muang Maya Live The Series :Mayalove online (2018)
- Sleepless Society: Insomnia (2020)
- Bad Romeo (2022)
- Delete (2023)